# Kanton Montauban-de-Bretagne
Der Kanton Montauban-de-Bretagne (bretonisch Kanton Menezalban) ist seit 1790 ein französischer Wahlkreis im Arrondissement Rennes, im Département Ille-et-Vilaine und in der Region Bretagne; sein Hauptort ist Montauban-de-Bretagne.

## Geschichte
Der Kanton entstand am 15. Februar 1790. Von 1801 bis 2015 gehörten acht Gemeinden zum Kanton Montauban-de-Bretagne (bis 1995 Kanton Montauban). Mit der Neuordnung der Kantone in Frankreich stieg die Zahl der Gemeinden 2015 auf 24. Zu den Gemeinden des alten Kantons Montauban-de-Bretagne kamen alle bisherigen 9 Gemeinden des Kantons Saint-Méen-le-Grand und 7 der 10 Gemeinden aus dem bisherigen Kanton Bécherel hinzu.
Am 1. Januar 2016 fusionierten die Gemeinden La Chapelle-du-Lou und Le Lou-du-Lac zur Gemeinde La Chapelle-du-Lou-du-Lac. Damit sank die Anzahl Gemeinden von 24 auf 23.
Mit Wirkung vom 1. Januar 2019 gingen die ehemaligen Gemeinden Montauban-de-Bretagne und Saint-M’Hervon in die Commune nouvelle Montauban-de-Bretagne auf. Dadurch verringerte sich die Anzahl der Gemeinden auf 22.

## Lage
Der Kanton liegt im Westen des Départements Ille-et-Vilaine.

## Gemeinden

### Kanton Montauban-de-Bretagne seit 2015
Der Kanton besteht aus 22 Gemeinden mit insgesamt 35.366 Einwohnern (Stand: 1. Januar 2022) auf einer Gesamtfläche von 417,64 km²:
| Gemeinde                     | Gallo                | Bretonisch         | Einwohner (2022) | Fläche (km²) | Code postal | Code Insee |
| ---------------------------- | -------------------- | ------------------ | ---------------- | ------------ | ----------- | ---------- |
| Bécherel                     | Becherèu             | Begerel            | 685              | 0,57         | 35190       | 35022      |
| Bléruais                     | Bleruaz              | Blerwaz            | 98               | 3,33         | 35750       | 35026      |
| Boisgervilly                 | Boéz-Jergaud         | Koad-Yarnvili      | 1.757            | 19,95        | 35360       | 35027      |
| Gaël                         | Gaèu                 | Gwazel             | 1.617            | 52,10        | 35290       | 35117      |
| Irodouër                     | Irodoèrr             | Irodouer           | 2.308            | 23,54        | 35850       | 35135      |
| La Chapelle-Chaussée         | La Chapèll-Chauczaéy | Chapel-ar-Galc'hed | 1.299            | 14,76        | 35630       | 35058      |
| La Chapelle du Lou du Lac    | La Chapèll-du-Lóc    | Chapel-al-Loc'h    | 1.037            | 10,46        | 35360       | 35060      |
| Landujan                     | Landujan             | Landujan           | 930              | 14,32        | 35360       | 35143      |
| Langan                       | Langan               | Langan             | 1.090            | 7,80         | 35850       | 35144      |
| Le Crouais                   | Le Qeróàez           | Ar Groez           | 591              | 6,25         | 35290       | 35091      |
| Médréac                      | Méderiac             | Mederieg           | 1.845            | 35,02        | 35360       | 35171      |
| Miniac-sous-Bécherel         | Minyac               | Minieg-Begerel     | 788              | 13,55        | 35190       | 35180      |
| Montauban-de-Bretagne        | Montauban            | Menezalban         | 6.574            | 45,42        | 35360       | 35184      |
| Muel                         | Muèu                 | Moel               | 912              | 28,90        | 35290       | 35201      |
| Quédillac                    | Qedilhac             | Kedilieg           | 1.272            | 26,54        | 35290       | 35234      |
| Romillé                      | Romilhaé             | Rovelieg           | 4.154            | 28,67        | 35850       | 35245      |
| Saint-Malon-sur-Mel          | Saent-Méha           | Sant-Malon         | 613              | 16,07        | 35750       | 35290      |
| Saint-Maugan                 | Saent-Maugant        | Sant-Malgant       | 518              | 8,43         | 35750       | 35295      |
| Saint-Méen-le-Grand          | Saent-Men            | Sant-Meven         | 4.642            | 18,28        | 35290       | 35297      |
| Saint-Onen-la-Chapelle       | Saent-Onen           | Santez-Onenn       | 1.121            | 24,66        | 35290       | 35302      |
| Saint-Pern                   | Saent-Pérn           | Sant-Pern          | 1.003            | 12,13        | 35190       | 35307      |
| Saint-Uniac                  | Saent-Tuniau         | Sant-Tewiniav      | 512              | 6,89         | 35360       | 35320      |
| Kanton Montauban-de-Bretagne | Montauban            | Menezalban         | 35.366           | 417,64       | -           | 3515       |

### Kanton Montauban-de-Bretagne bis 2015
Der alte Kanton Montauban-de-Bretagne bestand aus acht Gemeinden auf einer Fläche von 132,06 km². Diese waren: Boisgervilly, La Chapelle-du-Lou, Landujan, Le Lou-du-Lac, Médréac, Montauban-de-Bretagne (Hauptort), Saint-M’Hervon und Saint-Uniac.

### Veränderungen im Gemeindebestand seit der landesweiten Neuordnung der Kantone
2019: Fusion Montauban-de-Bretagne und Saint-M’Hervon → Montauban-de-Bretagne
2016: Fusion La Chapelle-du-Lou und Le Lou-du-Lac → La Chapelle du Lou du Lac

## Bevölkerungsentwicklung des alten Kantons
| 1962  | 1968  | 1975  | 1982  | 1990  | 1999  | 2006  | 2012   | 2016   |
| ----- | ----- | ----- | ----- | ----- | ----- | ----- | ------ | ------ |
| 6.965 | 7.042 | 7.131 | 7.794 | 8.232 | 8.578 | 9.838 | 11.245 | 33.842 |

## Politik
Im 1. Wahlgang am 22. März 2015 erreichte keines der vier Wahlpaare die absolute Mehrheit. Bei der Stichwahl am 29. März 2015 gewann das Gespann Marie Daugan (UMP/LR)/Pierre Guitton (DVD) gegen Madeleine Guée/Armel Jalu (Union de la Gauche) mit einem Stimmenanteil von 58,46 % (Wahlbeteiligung:51,88 %).
Seit 1945 hatte der Kanton folgende Abgeordnete im Rat des Départements:
| Vertreter im conseil général des Départements | Vertreter im conseil général des Départements | Vertreter im conseil général des Départements |
| Amtszeit                                      | Name                                          | Partei                                        |
| --------------------------------------------- | --------------------------------------------- | --------------------------------------------- |
| 1945–1964                                     | Pierre Legault                                | DVD                                           |
| 1964–1972                                     | Joseph Faramin                                | MRP                                           |
| 1972–1994                                     | André Faramin                                 | CD, dann UDF-CDS                              |
| 1994–2015                                     | Marie Daugan                                  | UDF, dann UMP                                 |
| 2015–                                         | Marie Daugan Pierre Guitton                   | UMP/LR DVD                                    |